# Saison 2025-2026 de l'Olympique de Marseille
Maillots
Chronologie
Saison précédente Saison suivante
La saison 2025-2026 de l'Olympique de Marseille est la soixante-seizième saison du club provençal en première division du championnat de France de football, la trentième consécutive au sein de l'élite du football français. Cette saison le club retrouve la Ligue des Champions à laquelle il n'avait plus participé depuis la saison 2022-2023.

## Préparation d'avant-saison
L'Olympique de Marseille reprend l'entraînement le 7 juillet 2025 avec le technicien italien Roberto De Zerbi comme entraîneur principal.
Pour cette reprise, Blanco, Ngapandouetnbu, Meïté, Ounahi, Koné, Mughe et Moumbagna sont mis à la disposition de l'équipe réserve.
L'Olympique de Marseille prévoit deux stages de préparation : un premier qui se déroule aux Pays-Bas du 17 au 25 juillet et un second en Andorre.
Le groupe faisant les matchs de préparation est le suivant :
- Gardiens : Rulli, de Lange, Van Neck, Vermot
- Défenseurs : Balerdi, F. Camara, Cornelius, Egan-Riley, Garcia, Lirola, Merlin, Medina, Murillo
- Milieux : Bakola, Gomes, Harit, Hojbjerg, Kondogbia, Le Pironnec, Nadir, Rabiot, Rongier, Sellami, Corbon
- Attaquants : Abdallah, Gouiri, Greenwood, Maupay, Rowe, Vaz

## Transferts

### Transferts estivaux
Le mercato d'été a lieu du 16 juin au 1er septembre 2025 en France.
| Nom                       | Poste             | Type de transfert      | Montant | Provenance/Destination | Division           |
| ------------------------- | ----------------- | ---------------------- | ------- | ---------------------- | ------------------ |
| Arrivées                  |                   |                        |         |                        |                    |
| Pau López                 | Gardien de but    | Retour de prêt         | -       | Deportivo Toluca       | Liga MX            |
| Simon Ngapandouetnbu      | Gardien de but    | Retour de prêt         | -       | Nîmes Olympique        | National           |
| CJ Egan-Riley             | Défenseur         | Transfert libre        | -       | Burnley FC             | EFL Championship   |
| Facundo Medina            | Défenseur         | Prêt avec OAO          | 2 M€    | RC Lens                | Ligue 1            |
| Timothy Weah              | Défenseur         | Prêt avec OAO          | 1 M€    | Juventus FC            | Serie A            |
| Samuel Gigot              | Défenseur         | Retour de prêt         | -       | SS Lazio               | Serie A            |
| Bamo Meïté                | Défenseur         | Retour de prêt         | -       | Montpellier HSC        | Ligue 1            |
| Pierre-Emile Højbjerg     | Milieu de terrain | Transfert définitif    | 13,5 M€ | Tottenham Hotspur      | Premier League     |
| Angel Gomes               | Milieu de terrain | Transfert libre        | -       | LOSC Lille             | Ligue 1            |
| Ismaël Koné               | Milieu de terrain | Retour de prêt         | -       | Stade rennais FC       | Ligue 1            |
| Azzedine Ounahi           | Milieu de terrain | Retour de prêt         | -       | Panathinaïkos          | Superleague Elláda |
| Jonathan Rowe             | Attaquant         | Transfert définitif    | 14,5 M€ | Norwich City           | EFL Championship   |
| Neal Maupay               | Attaquant         | Transfert définitif    | 4 M€    | Everton FC             | Premier League     |
| Igor Paixão               | Attaquant         | Transfert              | 30 M€   | Feyenoord Rotterdam    | Eredivisie         |
| Pierre-Emerick Aubameyang | Attaquant         | Transfert libre        | -       | Al-Qadsiah FC          | Saudi Pro League   |
| François-Régis Mughe      | Attaquant         | Retour de prêt         | -       | Athens Kallithéa FC    | Superleague Elláda |
| Départs                   |                   |                        |         |                        |                    |
| Pau López                 | Gardien de but    | Transfert définitif    | 4,8 M€  | Deportivo Toluca       | Liga MX            |
| Simon Ngapandouetnbu      | Gardien de but    | Transfert libre        | -       | Montpellier HSC        | Ligue 2            |
| Samuel Gigot              | Défenseur         | Transfert définitif    | 3,5 M€  | SS Lazio               | Serie A            |
| Quentin Merlin            | Défenseur         | Transfert              | 13 M€   | Stade rennais FC       | Ligue 1            |
| Amar Dedić                | Défenseur         | Retour de prêt         | -       | Red Bull Salzbourg     | Bundesliga         |
| Chancel Mbemba            | Défenseur         | Fin de contrat         | -       |                        |                    |
| Luiz Felipe               | Défenseur         | Résiliation de contrat | -       | Rayo Vallecano         | Liga               |
| Valentin Rongier          | Milieu de terrain | Transfert              | 5,5 M€  | Stade rennais FC       | Ligue 1            |
| Gaël Lafont               | Milieu de terrain | Transfert              | -       | Genoa CFC              | Serie A            |
| Ismaël Koné               | Milieu de terrain | Prêt avec OA           | 2,5 M€  | US Sassuolo            | Serie A            |
| Pierre-Emile Højbjerg     | Milieu de terrain | Retour de prêt         | -       | Tottenham Hotspur      | Premier League     |
| Ismaël Bennacer           | Milieu de terrain | Retour de prêt         | -       | AC Milan               | Serie A            |
| Luis Henrique             | Attaquant         | Transfert              | 23 M€   | Inter Milan            | Serie A            |
| Jonathan Rowe             | Attaquant         | Retour de prêt         | -       | Norwich City           | EFL Championship   |
| Neal Maupay               | Attaquant         | Retour de prêt         | -       | Everton FC             | Premier League     |

| Nom                   | Poste             | Type de transfert | Montant | Provenance/Destination   | Division            |
| --------------------- | ----------------- | ----------------- | ------- | ------------------------ | ------------------- |
| Arrivées              |                   |                   |         |                          |                     |
| Fodé Camara           | Défenseur         | Transfert         | -       | AS Saint-Étienne -19 ans | Championnat -19 ans |
| Félix Bienck          | Défenseur         | Transfert         | -       | Paris FC -19 ans         | Championnat -19 ans |
| Pladi N'Zinga Pambani | Défenseur         | Transfert         | -       | Montpellier HSC -19 ans  | Championnat -19 ans |
| Soumaïla Traoré       | Milieu de terrain | Retour de prêt    | -       | FC Versailles            | National            |
| Nouhoum Kamissoko     | Milieu de terrain | Retour de prêt    | -       | LB Châteauroux           | National 2          |
| Départs               |                   |                   |         |                          |                     |
| Alexi Koum            | Défenseur         | Prêt sans OA      | -       | Valenciennes FC          | National            |
| Kassim Abdallah       | Défenseur         | Fin de carrière   | -       | -                        | -                   |
| Soumaïla Traoré       | Milieu de terrain | Prêt avec OA      | -       | FC Versailles            | National            |
| Sayha Seha            | Attaquant         | -                 | -       | US Catanzaro             | Serie B             |
| Tristan Bichet        | Attaquant         | -                 | -       | FC Limonest DSD          | National 2          |
| Aylan Benyahia-Tani   | Attaquant         | -                 | -       | -                        | -                   |

### Transferts hivernaux
Le mercato d'hiver se déroule du 1er janvier 2026  au 2 février 2026 en France.
| Nom      | Poste | Type de transfert | Montant | Provenance/Destination | Division |
| -------- | ----- | ----------------- | ------- | ---------------------- | -------- |
| Arrivées |       |                   |         |                        |          |
| Départs  |       |                   |         |                        |          |

### Premiers contrats professionnels
| Nom               | Nationalité | Position  | Durée de contrat | Fin de contrat |
| ----------------- | ----------- | --------- | ---------------- | -------------- |
| Alexandre Tunkadi | France      | Attaquant | 1 an             | juin 2026      |

## Faits marquants de la saison
Le club phocéen commence son mercato estival avec les arrivées libres d'Angel Gomes le 11 juin et de CJ Egan-Riley le 14 juin.
Le 16 juin 2025, l'Olympique de Marseille poursuit la structuration de son organigramme interne avec la nomination d'Alessandro Antonello au poste de directeur général.
Le 18 août 2025, à la suite de l'altercation virulente entre Jonathan Rowe et Adrien Rabiot ayant eu lieu après la défaite face à Rennes, la direction marseillaise annonce la mise à pied des deux joueurs à titre temporaire puis le placement des joueurs sur la liste des transferts,.

## Systèmes de jeu
| \| Rulli Egan-Riley Kondogbia Balerdi Murillo Gomes Højbjerg Greenwood Rabiot Rowe Gouiri Entr. : De Zerbi \| Premier système de jeu utilisé · (4-2-3-1) |
| Rulli Egan-Riley Kondogbia Balerdi Murillo Gomes Højbjerg Greenwood Rabiot Rowe Gouiri Entr. : De Zerbi                                                  |

| Rulli Egan-Riley Kondogbia Balerdi Murillo Gomes Højbjerg Greenwood Rabiot Rowe Gouiri Entr. : De Zerbi |

## Compétitions

### Championnat

#### Classement
| Rang | Équipe                 | Pts | J | G | N | P | Bp | Bc | Diff | Qualification ou relégation            |
| ---- | ---------------------- | --- | - | - | - | - | -- | -- | ---- | -------------------------------------- |
| 14   | FC Metz P              | 0   | 1 | 0 | 0 | 1 | 0  | 1  | −1   |                                        |
| 15   | OGC Nice               | 0   | 1 | 0 | 0 | 1 | 0  | 1  | −1   |                                        |
| 16   | RC Lens                | 0   | 1 | 0 | 0 | 1 | 0  | 1  | −1   | Participation au barrage de relégation |
| 17   | Olympique de Marseille | 0   | 1 | 0 | 0 | 1 | 0  | 1  | −1   | Relégation en Ligue 2                  |
| 18   | Le Havre AC            | 0   | 1 | 0 | 0 | 1 | 1  | 3  | −2   | Relégation en Ligue 2                  |

#### Évolution du classement et des résultats
| Journée  | 1  | 2 | 3 | 4 | 5 | 6 | 7 | 8 | 9 | 10 | 11 | 12 | 13 | 14 | 15 | 16 | 17 | 18 | 19 | 20 | 21 | 22 | 23 | 24 | 25 | 26 | 27 | 28 | 29 | 30 | 31 | 32 | 33 | 34 |
| -------- | -- | - | - | - | - | - | - | - | - | -- | -- | -- | -- | -- | -- | -- | -- | -- | -- | -- | -- | -- | -- | -- | -- | -- | -- | -- | -- | -- | -- | -- | -- | -- |
| Rang     | 17 |   |   |   |   |   |   |   |   |    |    |    |    |    |    |    |    |    |    |    |    |    |    |    |    |    |    |    |    |    |    |    |    |    |
| Résultat | D  |   |   |   |   |   |   |   |   |    |    |    |    |    |    |    |    |    |    |    |    |    |    |    |    |    |    |    |    |    |    |    |    |    |

| Légende : | V = Victoire |  | N = Nul |  | D = Défaite |

### Trophée des champions
| Trophée des champions | Paris Saint-Germain | -   | Olympique de Marseille |                      |                      |
| janvier 2026          |                     | (-) |                        | Diffuseur : Ligue 1+ | Diffuseur : Ligue 1+ |

### Ligue des champions

#### Phase de ligue
Le tirage au sort pour la phase de ligue de la Ligue des champions de l'UEFA 2025-2026 a lieu le 28 août 2025.

## Effectif professionnel actuel
Le premier tableau liste l'effectif professionnel de l'OM pour la saison 2025-2026. Le second tableau recense les prêts effectués par le club marseillais lors de cette même saison.

## Statistiques

### Statistiques détaillées
| Rang | Joueur | L1 | CDF | TDC | LDC | Total |
| ---- | ------ | -- | --- | --- | --- | ----- |
| 1    |        |    |     |     |     | 0     |
| 2    |        |    |     |     |     | 0     |
| 3    |        |    |     |     |     | 0     |
| 4    |        |    |     |     |     | 0     |

| Rang | Joueur | L1 | CDF | TDC | LDC | Total |
| ---- | ------ | -- | --- | --- | --- | ----- |
| 1    |        |    |     |     |     | 0     |
| 2    |        |    |     |     |     | 0     |
| 3    |        |    |     |     |     | 0     |

En italique, les joueurs partis en cours de saison.

## Affluence

### Meilleures affluences de la saison
| Rang | Match                    | Score | Journée | Date           | Affluence |
| ---- | ------------------------ | ----- | ------- | -------------- | --------- |
| 1    | Olympique de Marseille - | -     | J       | août 2025      |           |
| 2    | Olympique de Marseille - | -     | J       | août 2025      |           |
| 3    | Olympique de Marseille - | -     | J       | août 2025      |           |
| 4    | Olympique de Marseille - | -     | J       | septembre 2025 |           |
| 5    | Olympique de Marseille - | -     | J       | septembre 2025 |           |
| 6    | Olympique de Marseille - | -     | J       | septembre 2025 |           |
| 7    | Olympique de Marseille - | -     | J       | septembre 2025 |           |
| 8    | Olympique de Marseille - | -     | J       | septembre 2025 |           |
| 9    | Olympique de Marseille - | -     | J       | septembre 2025 |           |
| 10   | Olympique de Marseille - | -     | J       | septembre 2025 |           |

## Aspects juridiques et économiques

### Aspects juridiques

#### Organigramme
Le tableau ci-dessous présente l'organigramme de l'Olympique de Marseille.
| Fonction                             | Nom                  |
| ------------------------------------ | -------------------- |
| Président du conseil de surveillance | Jeff Ingram          |
| Président du directoire              | Pablo Longoria       |
| Directeur du football                | Medhi Benatia        |
| Directeur général                    | Alessandro Antonello |
| Conseiller institutionnel et sportif | Fabrizio Ravanelli   |
| Coordinateur sportif                 | Aziz Mady Mogne      |
| Responsable du scouting              | Roberto Malfitano    |
| Directeur des opérations football    | Yvgeny Koshelev      |
| Secrétaire général                   | Benjamin Arnaud      |
| Directeur de la communication        | Franck Tourdre       |
| Responsable contrôle de gestion      | Alban Juster         |

| Fonction                                       | Nom                           |
| ---------------------------------------------- | ----------------------------- |
| Directeur de la sécurité                       | Hervé Chalchitis              |
| Directeur de la communication                  | Bel-Abbès Bouaissi            |
| Conseillère stratégique                        | Enrica Tarchi                 |
| Attaché de presse                              | Alexandre Rosée               |
| Directeur commercial                           | Grégory La Mela               |
| Directeur du football chargé de la formation   | Lassad Hasni                  |
| Responsable du recrutement centre de formation | Ludovic Paradinas             |
| Ambassadeurs du club                           | Basile Boli Jean-Pierre Papin |
| Président de l'association OM                  | Jean-Pierre Chanal            |
| Vice-président de l'association OM             | Robert Nazarétian             |

### Aspects économiques

#### Budget prévisionnel
Non encore disponible.

#### Résultat d'exploitation
Non encore disponible.

#### Bilan comptable
Non encore disponible.

#### Sponsoring
Pour le compte de la saison 2025-2026, le club marseillais compte une dizaine de partenaires officiels. L'Olympique de Marseille dispose de partenaires majeurs avec son équipementier Puma et son sponsor maillot CMA CGM ainsi que de partenaires premium à l'image d'Orange, Randstad, D'or et de platine, Caisse d'épargne CEPAC, Parions sport, Sublime Côte d'Ivoire et Boulanger. De plus, l'OM dispose de partenaires officiels comme Cébé, Coca-Cola, EA Sports, Holy, Paul Smith, ÖKO, Intersport, Uber Eats, Free et ONET mais aussi de partenaires régionaux à l'instar des eaux minérales Sainte-Baume. À noter que le contrat d'équipementier signé avec Puma rapporte près de 30 millions d'euros par saison au club marseillais.